# Liste der Kulturdenkmale in Dunningen
In der Liste der Kulturdenkmale in Dunningen sind alle Bau- und Kunstdenkmale der Gemeinde Dunningen und ihrer Teilorte verzeichnet, die im „Verzeichnis der unbeweglichen Bau- und Kunstdenkmale und der zu prüfenden Objekte“ des Landesamts für Denkmalpflege Baden-Württemberg verzeichnet sind.
Diese Liste ist nicht rechtsverbindlich. Eine rechtsverbindliche Auskunft ist lediglich auf Anfrage bei der Unteren Denkmalschutzbehörde des Landkreises Rottweil erhältlich.

## Allgemein
- Bild: Zeigt ein ausgewähltes Bild aus Commons, „Weitere Bilder“ verweist auf die Bilder im Medienarchiv Wikimedia Commons.
- Bezeichnung: Nennt den Namen, die Bezeichnung oder die Art des Kulturdenkmals.
- Lage: Straßenname und Hausnummer oder Flurstücknummer des Kulturdenkmals, gegebenenfalls auch den Ortsteil. Die Grundsortierung der Liste erfolgt nach dieser Adresse. Der Link (Karte) führt zu verschiedenen Kartendiensten mit der Position des Kulturdenkmals. Fehlt dieser Link, wurden die Koordinaten noch nicht eingetragen. Sind diese bekannt, können sie über ein Tool mit einer Kartenansicht einfach nachgetragen werden. In dieser Kartenansicht sind Kulturdenkmale ohne Koordinaten mit einem roten bzw. orangen Marker dargestellt und können durch Verschieben auf die richtige Position in der Karte mit Koordinaten versehen werden. Kulturdenkmale ohne Bild sind an einem blauen bzw. roten Marker erkennbar.
- Datierung: Baubeginn, Fertigstellung, Datum der Erstnennung oder grobe zeitliche Einordnung entsprechend des Eintrags in der zuständigen Denkmaldatenbank (Landesamt für Denkmalpflege Baden-Württemberg).
- Beschreibung: Kurzcharakteristik des Kulturdenkmals.

## Dunningen
| Bild           | Bezeichnung                                                    | Lage                                                  | Datierung             | Beschreibung                                                                               | ID |
| -------------- | -------------------------------------------------------------- | ----------------------------------------------------- | --------------------- | ------------------------------------------------------------------------------------------ | -- |
|                | Wegkreuz                                                       | Dunningen, Am Oberndorfer Weg (Karte)                 | 2. Hälfte des 19. Jh. |                                                                                            | BW |
|                | Brücke                                                         | Dunningen, Bei der Münsterbruck                       | 18. Jh.               |                                                                                            |    |
|                | Gedenkstein                                                    | Dunningen, Bennenholz                                 | Um 1869               |                                                                                            |    |
|                | Quergeteiltes Einhaus                                          | Dunningen, Berghof 1 (Karte)                          | 1659/60               |                                                                                            | BW |
|                | Wegkreuz                                                       | Dunningen, bei Bitzentheileweg 7 (Karte)              | 1890                  |                                                                                            | BW |
|                | Wegkreuz                                                       | Dunningen, bei Bitzentheileweg 26 (Karte)             | 1863                  |                                                                                            | BW |
|                | Märtele-Hof                                                    | Dunningen, Brunnenstraße 10 (Karte)                   | Um 1750               |                                                                                            |    |
|                | Brauhaus der Wehle-Brauerei                                    | Dunningen, Dorfbachstraße 2 (Karte)                   | 1858/59               | samt Kellern, Fahrremise, Grünfläche mit Baumbestand, Eisweiher und Heckenweiher           | BW |
|                | Quergeteiltes Einhaus                                          | Dunningen, Dorfbachstraße 6 (Karte)                   | Nach 1787             |                                                                                            | BW |
|                | Heckenweiher                                                   | Dunningen, bei Eichhof 1 (Karte)                      |                       | Eisweiher der Wehle-Brauerei                                                               | BW |
|                | Eindachhof                                                     | Dunningen, Eschachstraße 1 (Karte)                    | Um 1680/81            |                                                                                            | BW |
|                | Wegkreuz                                                       | Dunningen, bei Gartenstraße 14 (Karte)                | 1933                  |                                                                                            | BW |
|                | Haus Seckinger                                                 | Dunningen, Gifitzenmoos 1 (Karte)                     | 1679                  |                                                                                            | BW |
|                | Quergeteiltes Einhaus                                          | Dunningen, Haldenstraße 23 (Karte)                    | 1787                  |                                                                                            | BW |
| Weitere Bilder | Kath. Pfarrkirche St. Martin mit Kirchturm und Gemeindezentrum | Dunningen, Hauptstraße 18 (Karte)                     |                       |                                                                                            |    |
|                | Rathaus                                                        | Dunningen, Hauptstraße 25 (Karte)                     | 1841/42               |                                                                                            |    |
|                | Parallelgehöft                                                 | Dunningen, Hauptstraße 32 (Karte)                     | nach 1786             |                                                                                            | BW |
|                | Steinhauers Kreuz                                              | Dunningen, Herrenzimmerner Weg, Heiligen Ziel (Karte) | 1936                  |                                                                                            | BW |
|                | Bildstock                                                      | Dunningen, Hohenegart (Karte)                         | 1775                  |                                                                                            | BW |
|                | Gedenkstein                                                    | Dunningen, Eberbach                                   | Um 1847               |                                                                                            |    |
|                | Wegkreuz                                                       | Dunningen, bei Liebigstraße 8 (Karte)                 | 19. Jh.               |                                                                                            | BW |
|                | Bildstock                                                      | Dunningen, Locherhofer Straße                         | 1859                  |                                                                                            |    |
|                | Quergeteiltes Einhaus                                          | Dunningen, Locherhofer Straße 42 (Karte)              | 18. Jh.               |                                                                                            | BW |
|                | Brechhäusle                                                    | Dunningen, Locherhofer Straße 54 (Karte)              | 1862                  |                                                                                            | BW |
|                | Wegkreuz                                                       | Dunningen, bei Locherhofer Straße 54 (Karte)          | Anfang des 20. Jh.    |                                                                                            | BW |
|                | Hinteres Staudenkreuz                                          | Dunningen, Mittleres Teich (Karte)                    | 2. Hälfte des 19. Jh. |                                                                                            | BW |
|                | Alte Mühle                                                     | Dunningen, Mühlenweg 9 (Karte)                        | Ende des 17. Jh.      |                                                                                            | BW |
|                | Friedhof                                                       | Dunningen, Oberer Friedhofweg 10 (Karte)              |                       | mit Aussegnungshalle, Kreuzweg, Gefallenendenkmal, Gräberfeld mit historischen Grabsteinen | BW |
|                | Friedhofskreuz                                                 | Dunningen, Oberer Friedhofweg 10 (Karte)              | 1846                  |                                                                                            | BW |
|                | Quergeteiltes Einhaus                                          | Dunningen, Schnurrenstraße 1 (Karte)                  | 18. Jh.               |                                                                                            | BW |
|                | Kleinbauernhaus                                                | Dunningen, Schnurrenstraße 10 (Karte)                 | Im Kern wohl 17. Jh.  |                                                                                            | BW |
|                | Eisweiher                                                      | Dunningen, Schramberger Straße (Karte)                |                       | Eisweiher der Wehle-Brauerei                                                               | BW |
|                | Wegkreuz                                                       | Dunningen, Seedorfer Straße (Karte)                   | 1851                  |                                                                                            | BW |
|                | Wegkreuz                                                       | Dunningen, Seedorfer Straße (Karte)                   | 1876                  |                                                                                            | BW |
|                | Gedenkstein                                                    | Dunningen, Stampfe, Klettenhalmbühl (Karte)           | Nach 1911             |                                                                                            | BW |
|                | Sühnekreuz                                                     | Dunningen, bei Stampfeweg 1 (Karte)                   | 15./16. Jh.           |                                                                                            | BW |
|                | Brücke                                                         | Dunningen, bei Stampfeweg 25 (Karte)                  | 2. Hälfte des 19. Jh. |                                                                                            | BW |
|                | Bergmühle mit Ökonomiegebäude                                  | Dunningen, Stampfeweg 66 (Karte)                      | 1868                  |                                                                                            | BW |
|                | Ödentalkreuz                                                   | Dunningen, Staudenrain (Karte)                        | 1930                  |                                                                                            | BW |
|                | Wegkreuz                                                       | Dunningen, Staudenstraße                              | 1863                  |                                                                                            |    |
|                | Wegkreuz                                                       | Dunningen, Steinbühl (Karte)                          | 1908                  |                                                                                            | BW |
|                | Wegkreuz                                                       | Dunningen, bei Steineleh 1 (Karte)                    | 19./20. Jh.           |                                                                                            | BW |
|                | Lager- und Kellergebäude der Wehlebrauerei                     | Dunningen, Steineleh 6 (Karte)                        | 1880                  |                                                                                            | BW |
|                | Heilig-Kreuz-Kapelle                                           | Dunningen, Steineleh 27 (Karte)                       | 1681                  |                                                                                            | BW |
|                | Wegkreuz                                                       | Dunningen, bei Steineleh 30                           | 1867                  |                                                                                            |    |

## Lackendorf
| Bild | Bezeichnung                               | Lage                                              | Datierung         | Beschreibung | ID |
| ---- | ----------------------------------------- | ------------------------------------------------- | ----------------- | ------------ | -- |
|      | Wegkreuz                                  | Lackendorf, bei Eschbronner Straße 12 (Karte)     | 1880              |              | BW |
|      | Bruderschaftshof                          | Lackendorf, Eschbronner Straße 13 (Karte)         | Um 1780           |              | BW |
|      | Storchenhof                               | Lackendorf, Eschbronner Straße 24, 30, 32 (Karte) | Um 1780           |              | BW |
|      | Gedenkstein                               | Lackendorf, bei Eschbronner Straße 41 (Karte)     | 18. Jh.           |              | BW |
|      | Wegkreuz                                  | Lackendorf, bei Eschbronner Straße 41 (Karte)     | 1889              |              | BW |
|      | Wegkreuz                                  | Lackendorf, Gründle                               | 1874              |              |    |
|      | Backhaus                                  | Lackendorf, Kirchstraße 3 (Karte)                 | 19. Jh.           |              | BW |
|      | Kath. Pfarrkirche St. Johannes der Täufer | Lackendorf, Kirchstraße 14 (Karte)                | 1908              |              |    |
|      | Wegkreuz                                  | Lackendorf, bei Kirchstraße 28 (Karte)            | 1867              |              | BW |
|      | Bildstock                                 | Lackendorf, bei Stettener Straße 11 (Karte)       | 1803              |              | BW |
|      | Grabdenkmal                               | Lackendorf, bei Tännle 1                          | Mitte des 20. Jh. |              |    |

## Seedorf
| Bild           | Bezeichnung                               | Lage                                         | Datierung                       | Beschreibung | ID |
| -------------- | ----------------------------------------- | -------------------------------------------- | ------------------------------- | ------------ | -- |
|                | Wegkreuz                                  | Seedorf, Altdorf, Lehlen                     | 1877                            |              |    |
|                | Wegkreuz                                  | Seedorf, Am Brestenberg, Obere Mittelau      | 1900                            |              |    |
|                | Dreifaltigkeitskapelle und Wegkreuz       | Seedorf, Am Schafhaus (Karte)                | 1864                            |              | BW |
|                | Schafhaus, Armenhaus                      | Seedorf, Am Schafhaus 1 (Karte)              | 1806                            |              | BW |
|                | Wegkreuz                                  | Seedorf, bei Bergstraße 1 (Karte)            | Ende des 19./Anfang des 20. Jh. |              | BW |
|                | Quergeteiltes Einhaus                     | Seedorf, Bösinger Straße 14 (Karte)          | 17./18. Jh.                     |              | BW |
|                | Quergeteiltes Einhaus                     | Seedorf, Freudenstädter Straße 2 (Karte)     | Ende 17./ Anfang 18. Jh.        |              | BW |
|                | Kath. Pfarrkirche St. Georg und Holzkreuz | Seedorf, Freudenstädter Straße 6 (Karte)     | 1842–44                         |              |    |
|                | Gedenkstein                               | Seedorf, Hefterwald                          | Nach 1842                       |              |    |
|                | Wegkreuz                                  | Seedorf, Heilenwäldle                        | 1879                            |              |    |
|                | Bildstock                                 | Seedorf, bei Heiligenbronner Straße 21       | Nach 1918                       |              |    |
| Weitere Bilder | Agatha-Kapelle                            | Seedorf, Heiligenbronner Straße 45 (Karte)   | 1695                            |              |    |
|                | Wolfskreuz                                | Seedorf, Heiligenbronner Wald                | 1708                            |              |    |
|                | Wegkreuz                                  | Seedorf, Heiligenbronner Straße              | 1874                            |              |    |
|                | Wegreuz                                   | Seedorf, Bei Hohenkreuzstraße 1              | Ende des 19. Jh.                |              |    |
|                | Wegkreuz                                  | Seedorf, Madenteile                          | 1882                            |              |    |
|                | Quergeteiltes Einhaus                     | Seedorf, Schlosshof 1 (Karte)                | 1748                            |              | BW |
|                | Wegkreuz                                  | Seedorf, Tränkelenbrunnen                    | Ende des 19./Anfang des 20. Jh. |              |    |
|                | Schulhaus                                 | Seedorf, Waldmössinger Straße 9 (Karte)      | 1884                            |              | BW |
|                | Friedhofskreuz                            | Seedorf, bei Waldmössinger Straße 19 (Karte) | 19. Jh.                         |              | BW |
|                | Wegkreuz                                  | Seedorf, Xaverenbühl                         | 1882                            |              |    |